# RML 17.72 Inch Gun
Die RML 17.72 inch  gun ist eine britische Kanone des viktorianischen Zeitalters, die als Schiffsgeschütz und bei der Küstenartillerie eingesetzt wurde. In der Bezeichnung der Kanone steht RML für Rifled, Muzzle Loading- deutsch gezogenes Rohr, Ladung durch die Rohrmündung, 17.72 inch für das Kaliber von 17,72 Zoll, also 450 mm und gun für die Art der Waffe, hier Kanone. Sie wurde bei der Regia Marina auf zwei Schlachtschiffen und in Küstenbefestigungsanlagen auf Malta und in Gibraltar eingesetzt.

## Geschichte
In der Zeit um 1870 war die RML 12.5 inch 38 ton gun das größte Geschütz, das in Großbritannien hergestellt wurde. Bei einer Masse von 36,8 t verschoss es Granaten mit einem Gewicht von 271 kg. Diese durchschlugen 414 mm Stahl auf eine Entfernung von 1800 m. Diese Kanone entsprach den Anforderungen zur Zeit ihrer Entstehung, jedoch entwickelte sich der Fortschritt in der Waffentechnologie sehr schnell. In Frankreich wurden sehr bald Geschütze mit einem Kaliber von 420 mm und 76 t Gewicht entwickelt. Die Royal Navy forderte daher eine größere Kanone mit einem Gewicht von 81 t. Armstrong, der führende Hersteller von Artilleriewaffen in Großbritannien, begann darauf die Entwicklung einer noch größeren Waffe mit dem Kaliber 457 mm, auch als 100-Tonnen-Kanone bekannt. Die Royal Navy lehnte dieses Projekt jedoch als zu schwer und kostenintensiv ab.

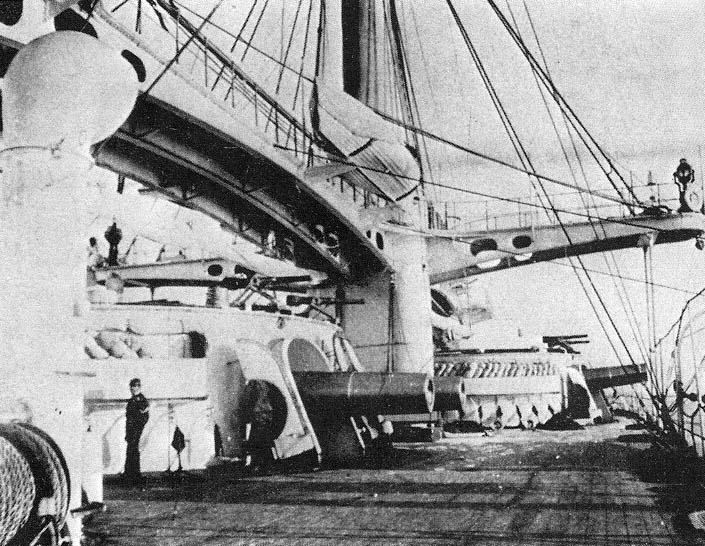
Zwillingsturm des Schlachtschiffs Caio Duilio

Nach der Einigung Italiens startete die Regia Marina Italiana ein anspruchsvolles Programm zum Bau der mächtigsten Schlachtschiffe ihrer Zeit. Als erstes wurde 1873 die Caio-Duilio-Klasse mit 380-mm-Geschützen in Bau gegeben. Die Royal Navy begann jedoch im Februar 1874 den Bau der Inflexible mit 406-mm-Geschützen. Die italienische Marineführung forderte daraufhin eine stärkere Bewaffnung für die Caio-Duilio-Klasse. Armstrong war zur Lieferung von insgesamt acht Geschützen im Kaliber 450 mm bereit. Damit konnten die Caio Duilio und ihr Schwesterschiff Enrico Dandolo ausgerüstet werden. Der Liefervertrag wurde am 21. Juli 1874 unterzeichnet.
Dieser Vertrag schockierte die britische Marineführung. Zum damaligen Zeitpunkt war Malta nach dem Sueskanal die wichtigste britische Flottenbasis im Mittelmeer. Malta besaß zwar eine Reihe von Küstenbefestigungen, jedoch waren die größten Geschütze vom Kaliber 320 mm. Eine Verteidigung gegen einen möglichen Angriff von Schiffen der Caio-Duilio-Klasse erschien wenig aussichtsreich. Man befürchtete, dass die italienischen Schiffe zu den Häfen von Valletta durchbrechen und von dort aus die britischen Befestigungen nacheinander zerstören könnten, während sie sich außerhalb der effektiven Kampfentfernung der britischen Geschütze befanden. Entsprechende Anforderungen der britischen Armee wurden jedoch von der Bürokratie in London weitgehend ignoriert. Als die Caio Duilio 1876 vom Stapel lief, war noch immer keine Entscheidung bezüglich dieses Problems getroffen worden.
Erstaunlicherweise hatte die britische Regierung den Verkauf der Waffen nicht verboten, die folglich vertragsgemäß fertiggestellt und geliefert wurden.
Zu dieser Zeit schenkte die Royal Navy aufgrund der Forderungen der Armee diesem Problem eine größere Beachtung. Sie forderte ein Geschütz, das rund 900 mm Stahl auf 900 m Entfernung durchschlagen konnte. Daraufhin wurden mehrere Entwürfe für Geschütze mit einem Gewicht von 163, 193 bzw. 224 t vorgelegt. Im Dezember 1877 forderte John Lintorn Arabin Simmons als Generalinspekteur des Befestigungswesen für die Befestigungen auf Malta insgesamt vier Geschütze, die einen Kampf mit der Caio Duilio auf 2700 m Entfernung aufnehmen konnten. Da die Seeerprobung der Caio Duilio bereits im gleichen Jahr begonnen hatte, wurden die Projekte für die überschweren Geschütze schließlich fallengelassen und der Kauf der 450-mm-Geschütze von Armstrong beschlossen. Dies schien vertretbar, da eine stationäre Batterie gegenüber einem angreifenden Schiff taktische Vorteile besaß.
Im März 1878 wurden vier Geschütze bestellt, deren Bau im August 1878 begann.

## Konstruktion
Die Geschütze waren die größten ihrer Art zur damaligen Zeit. Die RML 17.72 inch gun war ein Vorderlader. Zuerst wurde von vorn die Treibladung eingesetzt, danach auf gleiche Weise das Projektil. Das Rohr besaß 28 polygonale Züge.
Die Kanone war insgesamt 9,953 m lang. Der größte Durchmesser betrug 1,996 m und verjüngte sich an der Mündung auf 735 mm. Das Seelenrohr war 9,22 m (20,5 Kaliber) lang. Der Aufbau des Mantelrohrs war kompliziert, es bestand aus mehreren, sich gegenseitig überlappenden Ringen.
Die Abfeuerung war elektrisch oder mechanisch möglich, gezielt wurde mit Hilfe einer Optik. Es konnten drei Arten von Granaten verschossen werden:
- panzerbrechende Granaten (Armour-piercing – AP), 1,12 m lang, mit stählerner Geschossspitze und 14,5 kg Brisanzladung, Durchschlagsleistung 530 mm Stahl auf 1.800 m
- hochexplosive Granaten (High explosive – HE), 1,232 m lang, mit 35 kg Brisanzladung und dünneren Wänden
- Schrapnellgeschosse, 1,143 m lang, 2,3 kg mit Brisanzladung und 920 Schrapnells zu je 110 g

Alle Granaten waren jeweils 910 kg schwer und konnten mit einem Zeitzünder versehen werden.
Die Treibladung bestand aus Schwarzpulver. Ein Treibladungsbeutel hatte einen Durchmesser von 399 mm, war 368 mm lang und wog 51 kg. Normalerweise wurden vier oder fünf Treibladungsbeutel eingelegt.
Die Kadenz betrug einen Schuss je fünf Minuten. Die maximale Kampfentfernung betrug bei höchster Ladung und Rohrerhöhung 5.990 m, dabei konnten noch 394 mm Stahl durchschlagen werden. Der Gürtelpanzer der Duilio war 546 mm stark, die Türme waren mit 432 mm gepanzert.
Das Geschütz besaß keine Vorrichtung für den Rohrrücklauf. Um die Kräfte des Rückstoßes aufzufangen, war eine besondere Lafettenkonstruktion notwendig. Die Unterlafette war auf einer festen Basis drehbar gelagert. Auf diese Unterlafette wurde ein Wagen mit 18 Rädern aufgesetzt, der die Schildzapfen der Kanone aufnahm. Der Weg des Wagens war um 4 Grad geneigt, um den Rückstoß zu kompensieren. Der Wagen lief 1,75 m zurück. Zwei hydraulische Dämpfer am hinteren Teil der Unterlafette begrenzten den Weg des Wagens und nahmen die restlichen Rückstoßkräfte auf. Diese Konstruktion wurde auch als Vavasseur-Gleitbahn bezeichnet. Der Wagen wog 20.680 kg, die Unterlafette 24.118 kg und die Basis 2.032 kg. Gerichtet wurde mit je einem hydraulischen System für Seite und Höhe.
Die Besatzung bestand aus 35 Mann, davon wurden 18 für das Aufmunitionieren benötigt.

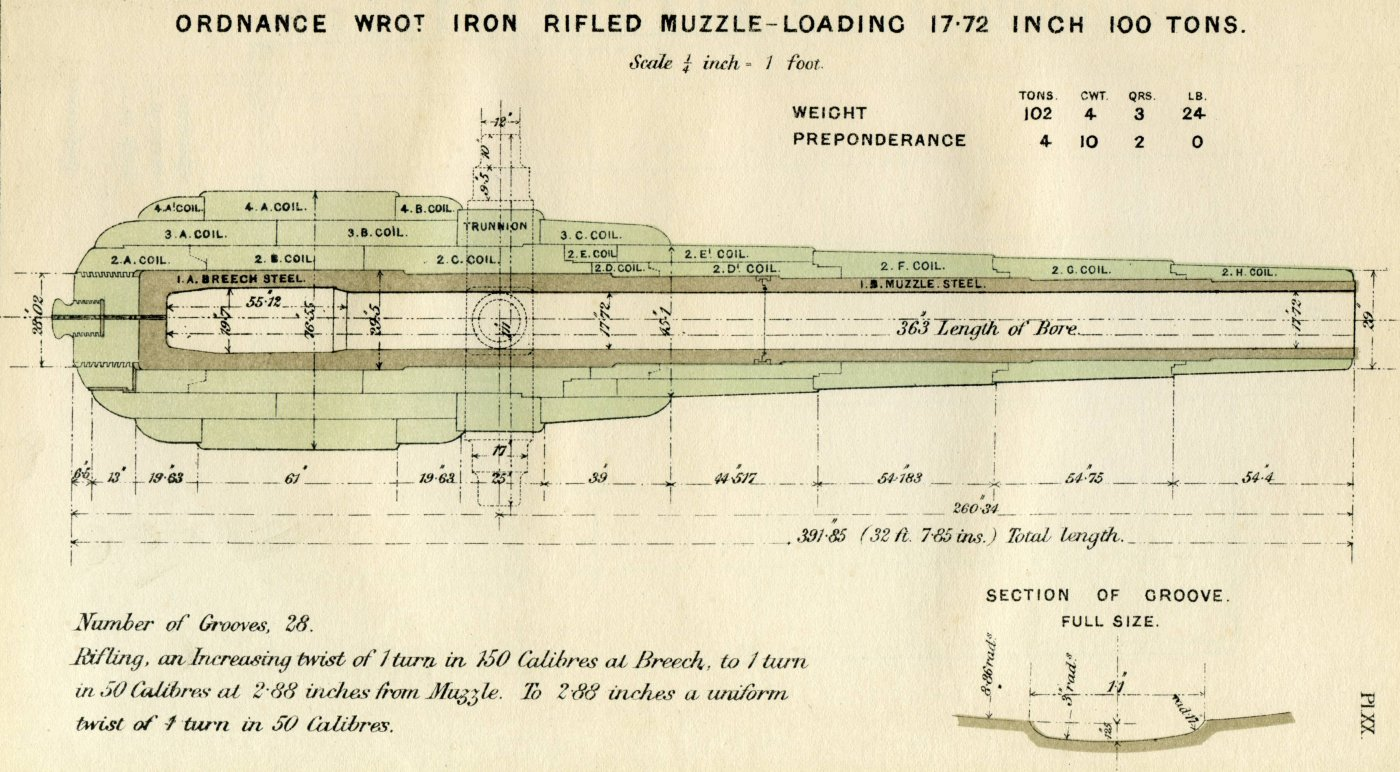
Aufbau des Rohres
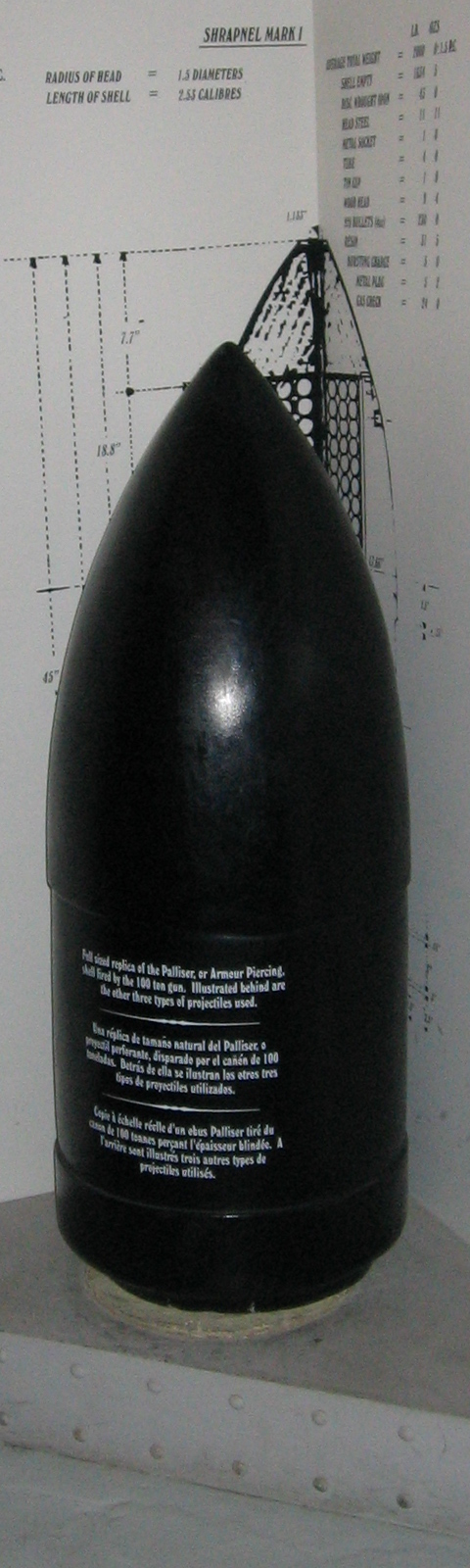
Granate, Kaliber 17.72 inch
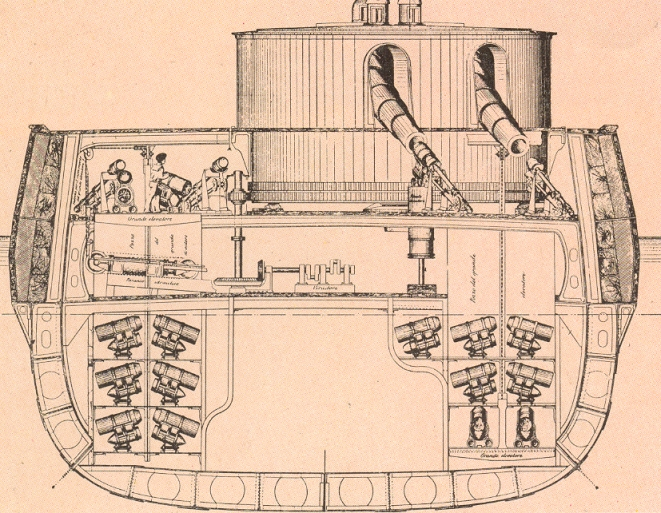
Zwillingsgeschützturm der Duilio
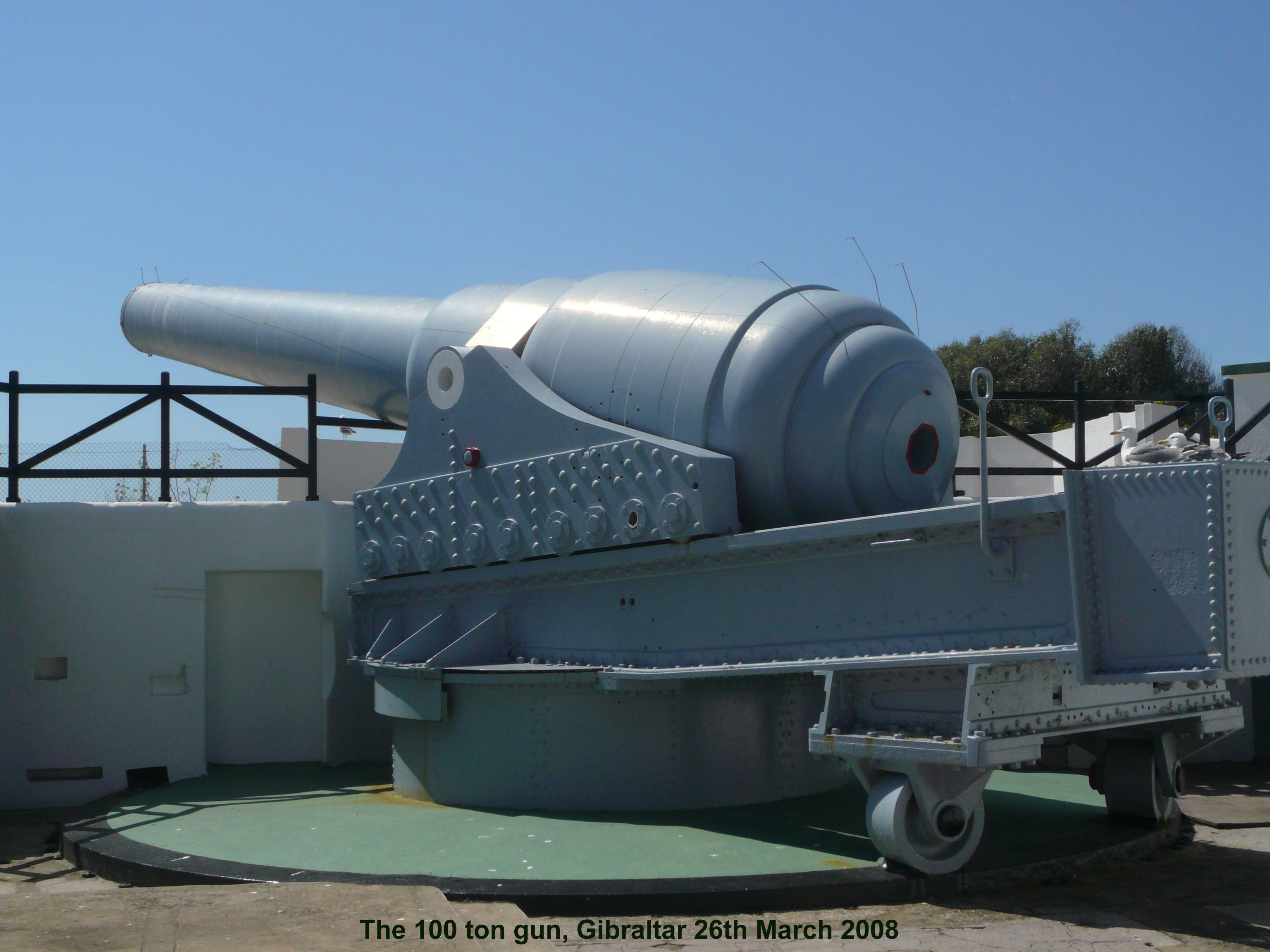
RML 17.72 inch in Gibraltar
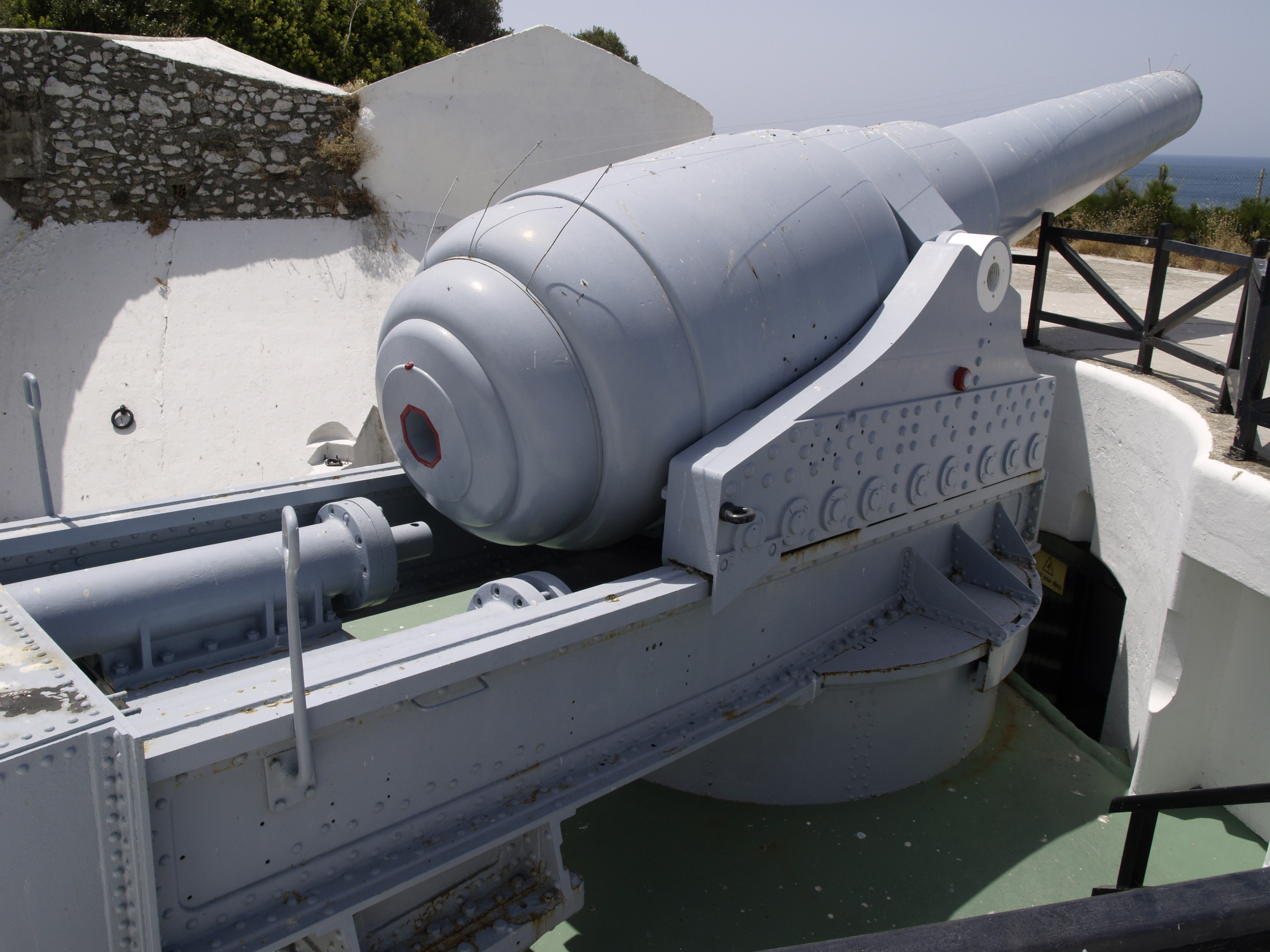
RML 17.72 inch in Gibraltar
- Feuern und nachladen, Modellnachbildug

## Einsatz
Insgesamt wurden von 1874 bis 1883 15 Geschütze gefertigt. Davon kamen acht Stück auf den Schiffen der Duilio-Klasse als Schiffsgeschütz zum Einsatz, ein weiteres Exemplar diente als Küstengeschütz im italienischen Hafen La Spezia, weitere zwei Geschütze beschaffte die italienische Marine als Reserve. Die Royal Navy, die für die Küstenbefestigungen im Vereinigten Königreich, den Kolonien und Dominions verantwortlich war, beschaffte für diese Zwecke insgesamt vier Geschütze.

### Schiffsgeschütz
Am 5. März 1880 wurde ein Geschütz der Caio Duilio beim Feuern mit maximaler Ladung zerstört. Daraufhin wurde die maximale Ladung von 225 kg auf 204 kg herabgesetzt.
Die Caio Duilio wurde 1906 außer Dienst gestellt, die Enrico Dandolo 1898 modernisiert, im Italienisch-Türkischen Krieg 1911/12 eingesetzt und bis 1920 weiter genutzt.

### Küstengeschütz
Die Adaption des Geschützes als Küstengeschütz war nicht besonders erfolgreich. So dauerte es etwa drei Stunden, bis genug Dampfdruck aufgebaut und die Waffe gefechtsbereit war. Der Dampfdruck war notwendig, um die Waffe auszurichten. Auch betrug die effektive Reichweite, innerhalb derer ein gepanzertes Kriegsschiff gefährdet werden konnte, nur etwa 1,6 km.

#### Gibraltar
Für die Befestigungen Gibraltars wurden ebenfalls Geschütze dieses Kalibers gefordert. Daraufhin wurden zwei der für Malta vorgesehenen Geschütze nach Gibraltar geliefert. Die Arbeiten an den Batterien begannen 1878. Zunächst wurde die Napier Battery 1883 in der Rosia Bay aufgestellt. Die Victoria Battery folgte 1884 einen Kilometer weiter nördlich. Zu diesem Zeitpunkt befand sich die Caio Duilio bereits sieben Jahre im Dienst, ohne dass die Lücke in der Verteidigung Maltas geschlossen wurde.
Die Kanonen selbst wurden mit der Stanley, einem speziell umgerüsteten Transportschiff, im Dezember 1882 und im März 1883 geliefert und wurden im Juli und September 1883 aufgestellt. Erste Erprobungsschießen fanden 1884 statt. Wegen Problemen der hydraulischen Anlagen waren die Batterien jedoch erst 1889 voll einsatzbereit.
Die Kanone in der Napier Battery wurde während eines Schießens zerstört (Rohrkrepierer). Grund war der Versuch der Bedienung, die Feuerrate von 5 Minuten auf 2,5 Minuten zu halbieren. Eine Reparatur war nicht möglich. Da die Napier Battery taktisch bedeutsamer war, verlegte man das letzte Geschütz von der Victoria Battery zur Napier Battery und verwendete die zerstörte Kanone als Fundament für ein Gebäude.
Die Kanone wurde 1906 außer Dienst gestellt.

#### Malta

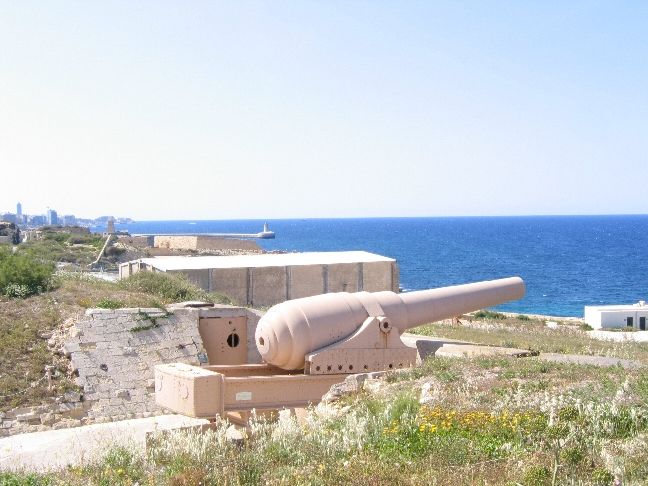
Armstrong-Kanone Malta (Seitenansicht) – alte Lackierung

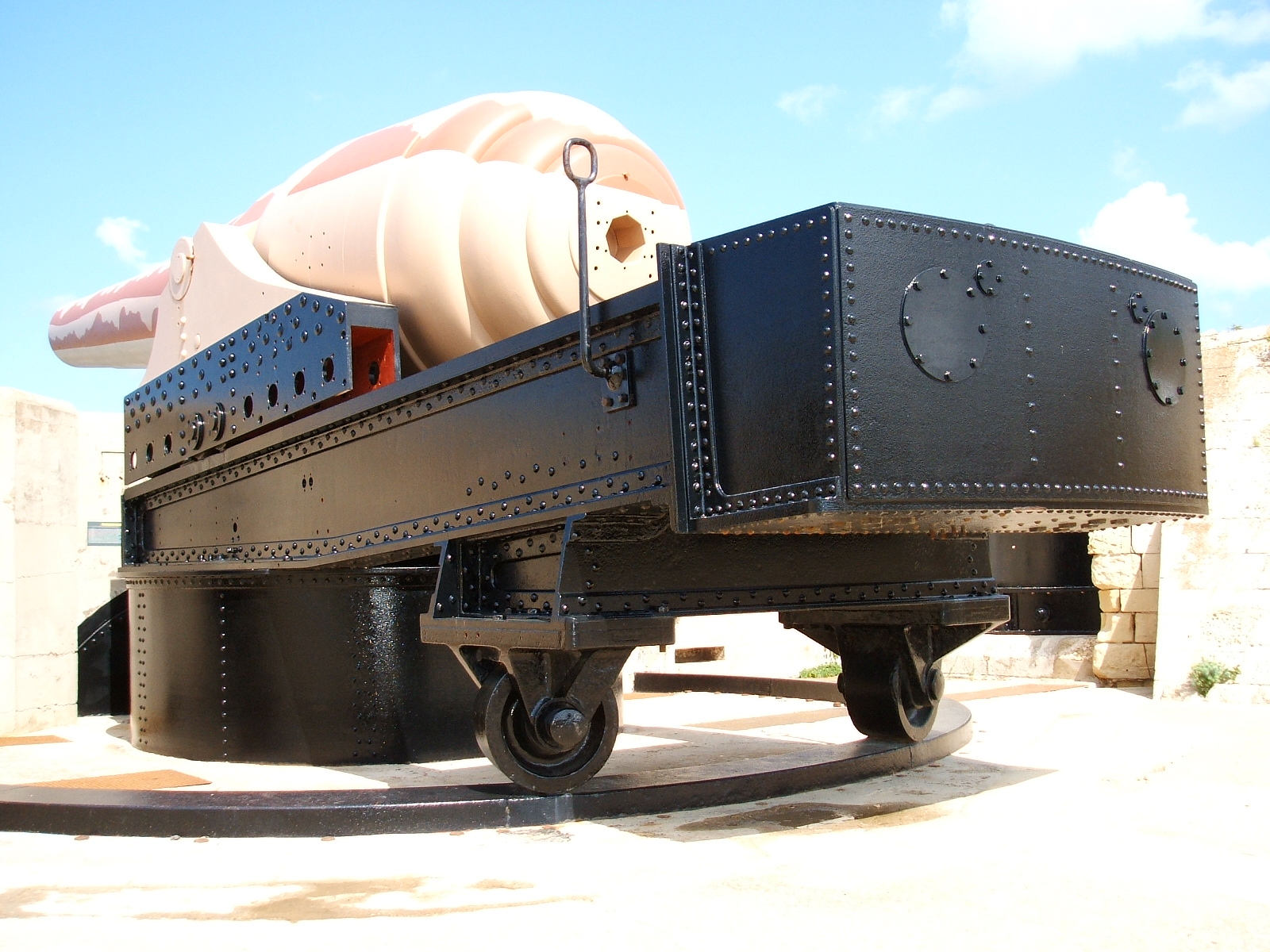
Rückansicht Malta Armstrong-Kanone – Neue Lackierung

Auf Malta wurden die Kanonen in der Rinella Battery und der Cambridge Battery aufgestellt. Die Baukosten betrugen je 18.890 britische Pfund und lagen damit über den Kosten einer Kanone von 16.000 Pfund. Obwohl der Bau der Batterien bereits 1884 (Rinella) bzw. 1880 (Cambridge) abgeschlossen war, wurde die erste Kanone erst am 16. September 1882 in die Cambridge Battery überführt und dort am 20. Februar aufgestellt. Die Kanone der Rinella Battery folgte am 31. Juli 1883 bzw. 12. Januar 1884. Die Erprobungsschießen konnten wegen noch ausstehender Arbeiten erst 1885 beginnen. Zwischen 1887 und 1888 wurde die Einsatzbereitschaft durch Probleme der hydraulischen Anlagen eingeschränkt. Dennoch wurden die Waffen insgesamt als recht zuverlässig eingeschätzt.
Beide Batterien waren identisch aufgebaut. Unterhalb und hinter der Feuerstellung befanden sich zwei Munitionsbunker und der Antrieb für die Hydraulikanlagen. Mit den zwei Munitionsbunkern war es möglich, die Waffe wechselseitig zu beladen und zwei Schuss innerhalb von 6 Minuten abzugeben.
Zum Laden wurden die Kanonen aus ihrer Feuerstellung zurückgezogen, das Rohr abgesenkt und um 90 Grad nach rechts bzw. links zur Seite geschwenkt. Anschließend wurde das Rohr aus einer verbunkerten Ladestation von vorn geladen. Dabei wurden 250 kg Treibladung und das Geschoss mit einem hydraulischen Stempel in das Rohr gepresst. Anschließend wurde das Rohr wieder gedreht und in die Feuerstellung zurückgefahren.
Mit der Waffe wurde ein Kampfsatz aus allen drei verfügbaren Granatarten geliefert, darunter je 50 HE und 50 AP. Die Schrapnelle wurden nach dem Verschuss nicht mehr ergänzt, da sie als wenig effektiv eingeschätzt wurden.
Der Seitenrichtbereich in den festen Feuerstellungen auf Malta lag bei 150°, die verwendeten Lafetten ließen dabei eine Rohrerhöhung von maximal 10,5° zu.
Die Kanonen wurden 1906 außer Dienst gestellt, obwohl bereits 1903 bzw. 1904 letztmals mit ihnen geschossen worden war. Während des Ersten Weltkrieges wurde eine Reaktivierung in Betracht gezogen, als die Inseln durch den in der Nähe operierenden deutschen Schlachtkreuzer Goeben bedroht wurden. Im Vergleich zur modernen Bewaffnung der Goeben waren Reichweite und Kadenz jedoch völlig unzureichend.
Das Malta-Geschütz wird obligatorisch einmal im Jahr zu Nationalfeierlichkeiten abgefeuert, was derzeit jedoch aufgrund eines Geschütz-Defektes nicht möglich ist. Hierfür würde dann eine 100 kg schwere Pulver-Kartusche in den Lauf gelegt – die genug Energie abliefern würde, um ein 1000-kg-Explosivgeschoss abfeuern zu können.

## Nutzerstaaten
- Großbritannien
- Italien